# Elementos del bloque s
Los elementos del bloque s (por tener sus electrones de valencia en el orbital s) son aquellos situados en los grupos 1 y 2 de la tabla periódica de los elementos. En estos elementos el nivel energético más externo corresponde a orbitales s (véase la configuración electrónica).
En el diagrama se muestra la tabla periódica dividida en bloques. Los elementos del grupo 1 (excepto el hidrógeno) se llaman alcalinos, y los del grupo 2 alcalinotérreos. El helio es un gas noble y el hidrógeno no se clasifica en ningún grupo en concreto.
En los orbitales s caben dos electrones, alcanzando así la configuración electrónica del gas noble más cercano.
| Z  | Nombre    | Símbolo |
| -- | --------- | ------- |
| 1  | Hidrógeno | H       |
| 2  | Helio     | He      |
| 3  | Litio     | Li      |
| 4  | Berilio   | Be      |
| 11 | Sodio     | Na      |
| 12 | Magnesio  | Mg      |
| 19 | Potasio   | K       |
| 20 | Calcio    | Ca      |
| 37 | Rubidio   | Rb      |
| 38 | Estroncio | Sr      |
| 55 | Cesio     | Cs      |
| 56 | Bario     | Ba      |
| 87 | Francio   | Fr      |
| 88 | Radio     | Ra      |

## También buscados
- elementos del bloque p
- elementos del bloque d
- elementos del bloque f

- Datos: Q208106